# 1990 en Allemagne
Cet article présente les faits marquants de l'année 1990 en Allemagne.

## Évènements
- Vigoureuse expansion économique en Allemagne au moment de la réunification (1990-1991), qui contraste avec la langueur qui frappe simultanément la France, le Royaume-Uni et l’Italie.

### Janvier
- 8 janvier : Manifestations massives en RDA en faveur de la réunification allemande.
- 25-26 janvier : la tempête Daria frappe le pays.

### Février
- 10 février : Mikhaïl Gorbatchev accepte l'unification allemande mais hors de la structure de l'OTAN.
- 13 février : L'OTAN et le pacte de Varsovie réunis à Ottawa décident de la réduction des forces conventionnelles en Europe et discutent de la réunification allemande.

### Mars
- 8 mars : La RFA reconnaît la ligne Oder-Neisse.
- 14 mars : Première réunion conférence 2+4 : +1 car la Pologne y est associée.
- 18 mars : Déclaration d'indépendance de la RDA vis-à-vis de l'URSS, à la suite des élections libres qui voient le succès de chrétiens démocrates (apparentés à la CDU au pouvoir en RFA). Le parti communiste, rebaptisé parti du socialisme démocratique, s’effondre.

### Avril
- 12 avril : Le chrétien démocrate (CDU) Lothar de Maizière est élu dernier chancelier de la RDA.
- 28 avril : Au conseil européen de Dublin (sous présidence irlandaise), la communauté européenne se met d'accord sur la réunification allemande.

### Mai
- 5 mai : L'URSS refuse l'entrée de l'Allemagne réunifiée dans l'OTAN.
- 18 mai : La RDA et la RFA signent un accord d'union économique et monétaire, étape vers la réunification.
  - Pour éviter une émigration massive de la main-d’œuvre de l’est vers l’ouest, le chancelier Kohl fait adopter, en dépit de l’opposition de nombreux économistes, la parité monétaire entre le deutschemark de la RFA et celui de la RDA ; les salaires, les retraites et l’épargne (jusqu’à 4000 DM) seront convertis au taux de un pour un ; d’énormes crédits (115 milliards de DM) sont prévus pour faciliter le passage à l’économie de marché.

### Juin
- 1er juin : Mikhaïl Gorbatchev et George H. W. Bush signent à Washington un traité de désarmement chimique.
- 17 juin : Signature d'un accord de bon voisinage entre l'Allemagne réunifiée et la Pologne.
- 21 juin : La Volksammer (assemblée est-allemande) et le Bundestag (assemblée ouest-allemande) reconnaissent solennellement la frontière Oder-Neisse, et ratifient le Traité d'État RDA-RFA.
- 22 juin : Disparition à Berlin de Checkpoint Charlie, point de passage entre l'est et l'ouest depuis 1961.

### Juillet
- 1er juillet : Entrée en vigueur de l'union économique et monétaire entre la RDA et la RFA : la réunification se fait sous les auspices du libéralisme. L’union monétaire entre dans les faits, mais sans union politique, elle n’incite guerre les entreprises occidentales à investir, d’autant que le coût du travail paraît désormais très élevé. Le gouvernement est-allemand de Lothar de Maizière accepte de négocier un second traité qui ne pourra s’appliquer qu’après l’accord des quatre puissances occupantes (États-Unis, URSS, Royaume-Uni, France).
- 16 juillet : Lors d'une rencontre entre Helmut Kohl et Mikhaïl Gorbatchev, celui-ci accepte sous condition l'entrée de l'Allemagne réunifiée au sein de l'OTAN.

### Août
- 23 août : La Volksammer (assemblée de la RDA) décide l'adhésion de la RDA à la RFA à compter du 3 octobre 1990. Avant la réunification, le Bundestag (RFA) et la Volkskammer (RDA) votent une résolution précisant que la frontière avec la Pologne ne sera pas remise en cause par les Allemands, en échange de quoi la Pologne renonce aux réparations de guerre et s’engage à respecter les droits culturels de sa petite minorité germanophone.
- 31 août : Signature à Berlin du traité de réunification entre la RFA et la RDA.

### Septembre
- 12 septembre : Traité de Moscou : 2+4 sur la réunification de l'Allemagne entre les deux Allemagnes et les quatre puissances d’occupation. Mikhaïl Gorbatchev renonce à son opposition à la participation de l’Allemagne à l’OTAN. Le pays est immédiatement un État pleinement souverain. Son armée sera réduite à 370 000 hommes. Aucune arme nucléaire ne pourra être déployée en ex-RDA que les soldats soviétiques quitteront au plus tard en 1994, contre versement d’une indemnité de 13 milliards de deutschemarks. Les quatre puissances abandonnent les droits et les responsabilités que leur donnait la victoire de 1945.

### Octobre
- 3 octobre : Réunification de l'Allemagne de l'Est avec l'Allemagne de l'Ouest. Les cinq Länder de RDA rejoignent la RFA. La réunification s’effectue par une annexion de l’Est par l’Ouest.

### Novembre
- 14 novembre : Accord frontalier entre la Pologne et l'Allemagne réunifiée, qui reconnaît la ligne Oder-Neisse.

### Décembre
- 2 décembre : La CDU est reconduite au pouvoir à Bonn lors des élections.